# Dipodomys
Dipodomys is een geslacht van zoogdieren uit de familie van de wangzakmuizen (Heteromyidae). De wetenschappelijke naam van het geslacht werd in 1841 gepubliceerd door John Edward Gray.

## Soorten
Er worden 20 soorten in dit geslacht geplaatst:
- Dipodomys agilis Gambel, 1848 – Pacifische kangoeroegoffer
- Dipodomys californicus Merriam, 1890
- Dipodomys compactus True, 1889
- Dipodomys deserti Stephens, 1887 – Woestijnkangoeroegoffer
- Dipodomys elator Merriam, 1894 – Texaskangoeroegoffer
- Dipodomys gravipes Huey, 1925
- Dipodomys heermanni Le Conte, 1853
- Dipodomys ingens (Merriam, 1904) – Reuzenkangoeroerat
- Dipodomys merriami Mearns, 1890 – Merriams kangoeroegoffer
- Dipodomys microps (Merriam, 1904)
- Dipodomys nelsoni Merriam, 1907
- Dipodomys nitratoides Merriam, 1894
- Dipodomys ordii Woodhouse, 1853 – Ordkangoeroegoffer
- Dipodomys ornatus Merriam, 1894
- Dipodomys panamintinus (Merriam, 1894)
- Dipodomys phillipsii Gray, 1841
- Dipodomys simulans (Merriam, 1904)
- Dipodomys spectabilis Merriam, 1890
- Dipodomys stephensi (Merriam, 1907)
- Dipodomys venustus (Merriam, 1904) – Santa Cruzkangoeroegoffer